# Sandrino Braun-Schumacher
Sandrino Braun-Schumacher (* 4. Juli 1988 in Lahr/Schwarzwald als Sandrino Braun) ist ein ehemaliger deutscher Fußballspieler und heutiger -Trainer.

## Sportliche Laufbahn

### Vereinskarriere
In seiner Jugend spielte er für den Offenburger FV und den SC Freiburg, wo er bereits während seiner Juniorenzeit Spiele für die zweite Mannschaft des Vereins in der Oberliga Baden-Württemberg bestritt. Zur Saison 2009/10 wechselte er zum Regionalligisten SC Pfullendorf. Im Jahre 2012 wechselte er dann wie sein Mannschaftskollege Kevin Dicklhuber zu den Stuttgarter Kickers, die gerade in die 3. Liga aufgestiegen waren. Seinen ersten Profieinsatz hatte er am 21. Juli 2012, als er beim Auswärtsspiel gegen den FC Hansa Rostock in der Startelf stand.
Nachdem er mit den Kickers in die Regionalliga abgestiegen war, wechselte er im Sommer 2016 zu Preußen Münster.
Sein Engagement bei den Westfalen endet im Sommer 2019, im Anschluss kehrt der Mittelfeldakteur zur zweiten Mannschaft des Bundesligisten SC Freiburg, seiner ersten Mannschaft im Herrenfußball, zurück.
Nach Ablauf der Saison 2023/24, die für sein Team den Abstieg aus der 3. Liga bedeutete, beendete Braun-Schumacher seine aktive Karriere und ist seitdem Verbindungs- und Co-Trainer beim Frauenteam des SC.

### Auswahleinsätze
In seiner Jugendzeit beim SC Freiburg wurde er im Jahr zweimal in der deutschen U-16-Nationalelf aufgeboten. Beim Doppelvergleich mit den französischen Altersgenossen im März 2004 wurde er einmal eingewechselt (bei der 2:4-Niederlage im ersten Spiel) und spielte einmal von Beginn an (beim 2:1-Sieg in Match No. 2).

## Trivia
Im Winter 2018/19 heiratete er seine Freundin, seitdem trägt er den Doppelnamen Braun-Schumacher.